# Seleção Portuguesa de Futebol Sub-19
A Seleção Portuguesa de Futebol sub-19 (AO 1945: Selecção Portuguesa de Futebol sub-19) ou simplesmente Sub-19 é a equipa de futebol que representa Portugal e é controlada pela Federação Portuguesa de Futebol.

## Participações Campeonato Europeu
| Ano  | Etapa          |
| ---- | -------------- |
| 2002 | Não apurada    |
| 2003 | Vice-campeã    |
| 2004 | Não apurada    |
| 2005 | Não apurada    |
| 2006 | Fase de grupos |
| 2007 | Fase de grupos |
| 2008 | Não apurada    |
| 2009 | Não apurada    |
| 2010 | Fase de grupos |
| 2011 | Não apurada    |
| 2012 | Fase de grupos |
| 2013 | Meias-finais   |
| 2014 | Vice-campeã    |
| 2015 | Não apurada    |
| 2016 | Meias-finais   |
| 2017 | Vice-campeã    |
| 2018 | Campeã         |
| 2019 | Vice-campeã    |
| 2020 | Cancelados     |
| 2021 | Cancelados     |
| 2022 | Não apurada    |
| 2023 | Vice-campeã    |